# Grup de muntanyes Parâng

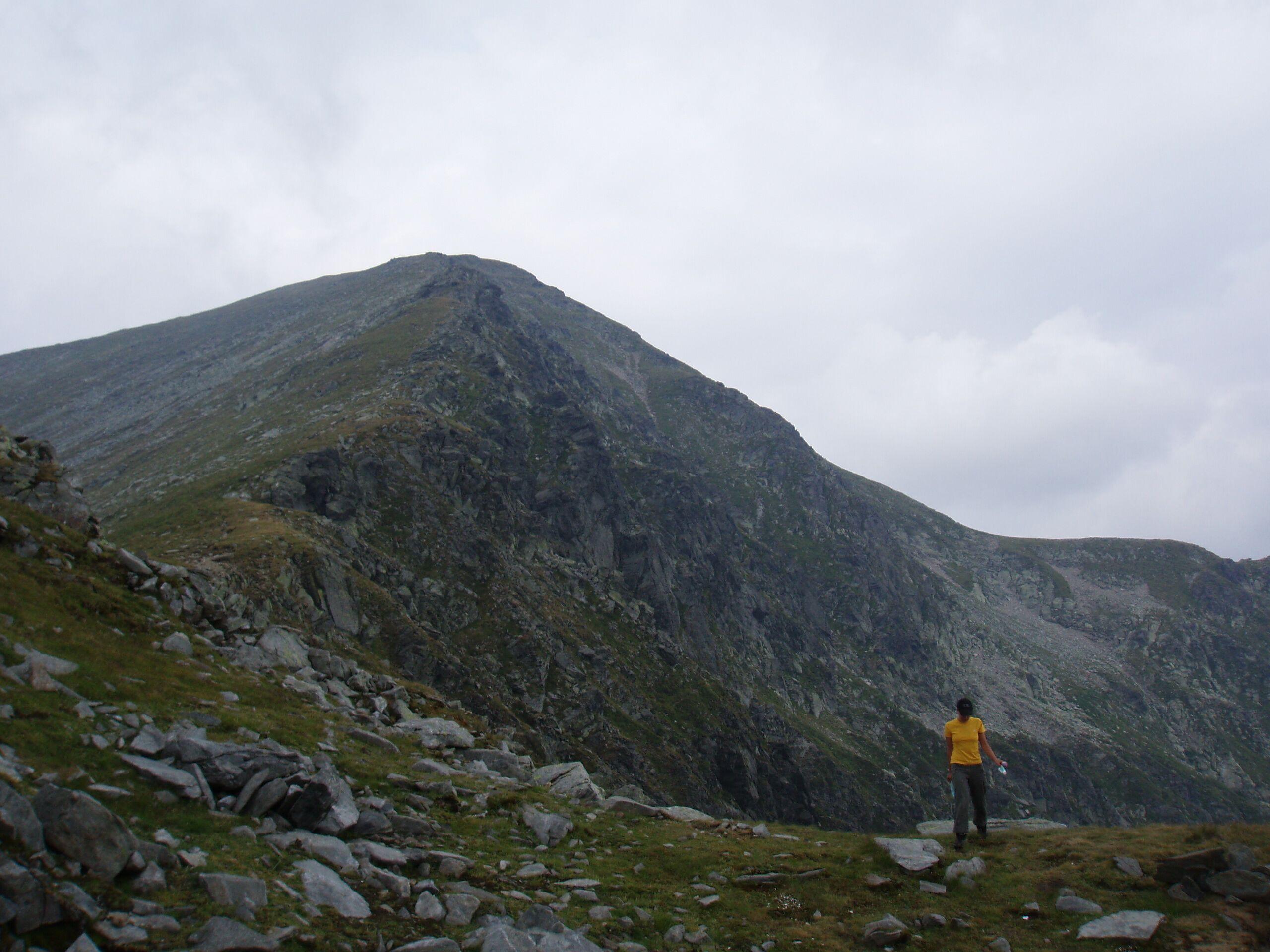
Parângu Mare (2519 m)

El grup de muntanyes Parâng (hongarès: Páring-hegység) és un subgrup de muntanyes dels Carpats del Sud. Rep el nom de la muntanya més alta del grup, les muntanyes Parâng.

## Límits
El grup Parâng està delimitat:
- a l'est, vora el riu Olt
- a l'oest, al costat del riu Jiu

## Muntanyes
- Muntanyes Parâng (Munții Parâng)
- Muntanyes Şureanu (Munții Șureanu / M. Sebeșului)
- Muntanyes Cindrel (Munții Cindrel / M. Cibinului)
- Muntanyes Lotru (Munții Lotrului; literalment: Muntanyes del Lladre)
- Muntanyes Căpăţână (Munții Căpățânii; literalment: Muntanyes del Cap o Muntanyes del Crani)